# 한간 (화가)

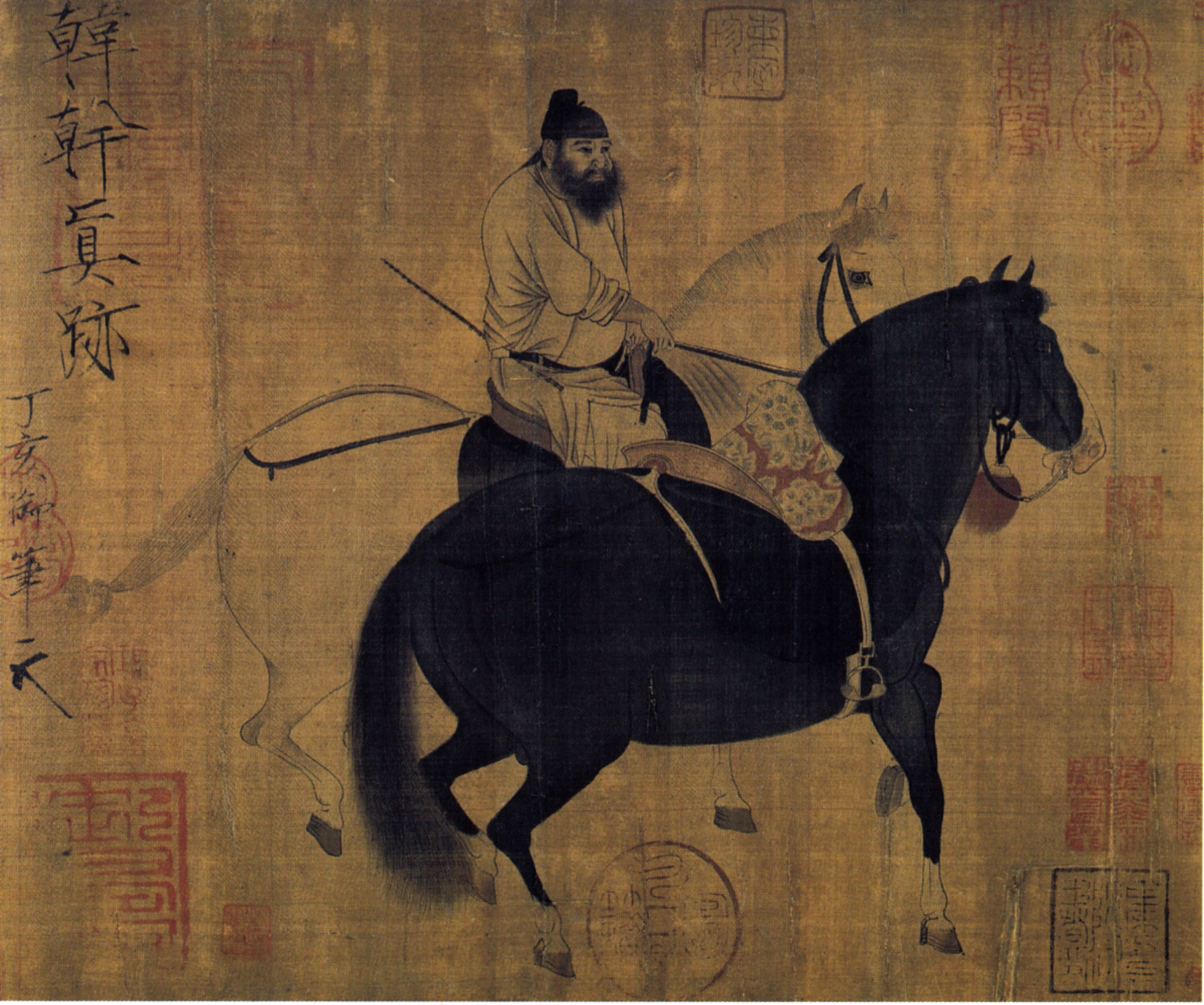

한간(韓幹, 706년경 ~ 783년경)은 중국 당나라(唐代) 현종(玄宗) 성당(盛唐) 시대를 살았던 화가이다. 시인 왕유(王維)에게 그림의 재능을 인정받고 그로부터 자금 지원을 받았다. 인물화, 안마화(鞍馬画)에 뛰어났다. 특히 말을 그리는 화법으로 후세에 큰 영향을 미쳤다.

## 경력
그의 출신에 대해서는 대량(大梁), 경조(京兆), 남전(藍田) 등의 설이 있다.
원래는 술집에서 고용살이를 했는데, 왕유、왕진(王縉) 형제의 술값을 받으러 갔다가 기다리는 사이에 땅바닥에 사람과 말을 그린 것을 왕유가 보게 되었고, 그의 뛰어난 그림에 놀란 왕유는 그에게 해마다 전(銭) 2만을 주면서 십수년에 걸쳐 한간에게 그림을 배우게 하였다. 처음에는 조패(曹覇)에게 배웠으며, 이후 현종에 의해 천보(天宝) 연간에 궁정으로 불려가서 황명으로 진굉(陳閎)에게 배워 말을 그렸다. 독자적인 화법을 사용하는 것을 본 현종은 그에게 어디서 그림을 배웠는지 물었고 한간은 「신은 스스로 스승을 삼았습니다. 폐하의 내구마(内厩馬)가 모두 신의 스승이었습니다.」라고 대답하였다. 때문에 현종은 그에게 남다른 재주가 있음을 인정하였다고 한다. 궁정에서 현종이나 여러 왕들이 소유하고 있던 명마를 맡아 그리면서 「고금독보」(古今独歩)라는 평을 받았다. 또한 말의 그림에서 그치지 않고 인물화나 안마화(鞍馬画)도 남겼다. 관위는 태부시(太府寺)의 종6품상직인 승(丞)에 이르렀다.
안사의 난 이후 할 일이 없어져 어려운 삶을 살게 되었다. 이때 귀신의 사자라 칭하는 사람의 의뢰를 받고 말의 그림을 그려서 불에 태웠는데, 훗날 그 귀신의 사자가 그 말을 타고 예를 표하는 것을 보았다는 전승이 전하고 있다.
두보(杜甫)는 자신의 시 「단청인」(丹青引)에서 한간의 말 그림을 스승인 조패보다는 못 미친다고 하였다. 그러나 《역대명화기》(歴代名画記)의 저자였던 만당(晩唐) 시기의 장언원(張彦遠)은 이에 대해 반론을 제기하였고 같은 만당 시대의 《당조명화록》(唐朝名画録)의 필자인 주경현(朱景玄)도 한간의 그림을 제3위「신품하」(神品下)라 고평가하였다.
《유양잡조》(酉陽雑俎)에도 한간이 그린 말이 현실에 나타나 한간의 눈 앞에서 살아 움직였다는 이야기가 남아 있다.

## 조패(曹覇)
한간의 스승이었던 조패는 삼국 시대(三国時代)、조위(曺魏)의 황제였던 조모(曹髦)의 자손으로 알려져 있다. 개원(開元) 연간에 화가로써 이름을 날렸으며 천보 14재(755년)에는 현종의 조를 받들어 어마(御馬)나 공신들의 그림을 그렸다. 관위는 좌무위대장군(左武衛大将軍)에 이르렀다고 한다.
안사의 난 이후에는 현종이 파천한 촉(蜀) 땅으로 옮겨갔으며, 빈곤한 생계를 살았으므로 숨어서 도를 닦고 행하는 사람들을 그리게 되었다. 그의 말 그림은 두보에 의해 절찬을 받았다. 다만 《당조명화록》에는 평가 대상으로도 되어 있지 않다.

## 참고 문헌
- 장언원(張彦遠) 《역대명화기》(歴代名画記)1,2(시공아트 조송식 역주, 2008)
- 단성식(段成式) 《유양잡조》(酉陽雑俎)(소명출판사 전2권 정환국 역주)